# Satèl·lits de Plutó

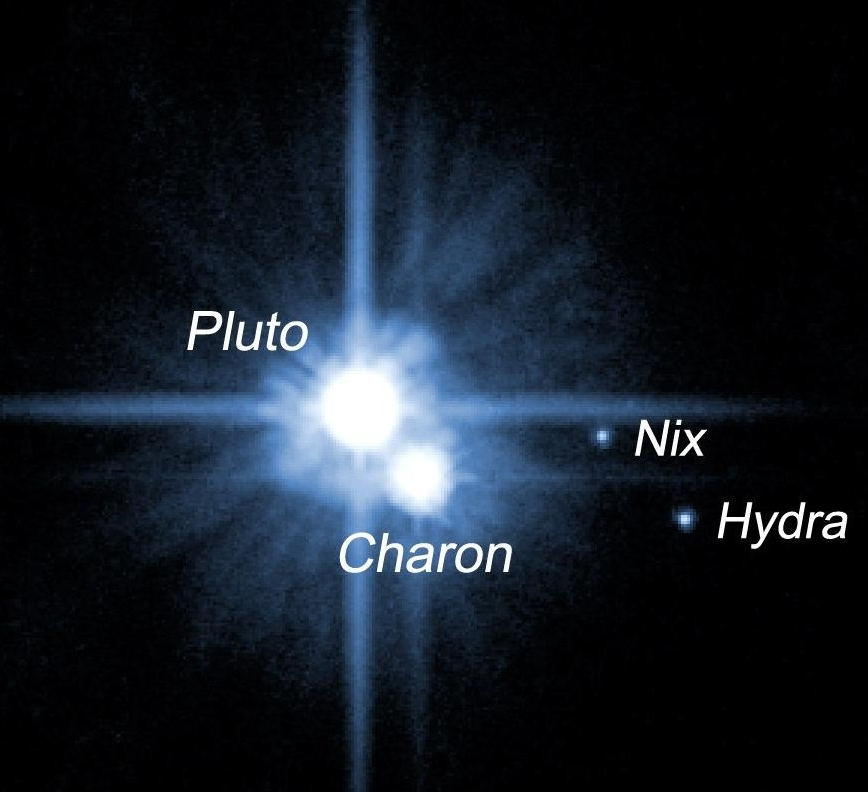
Plutó i les seves tres llunes: Caront, Hidra i Nix

Òrbites de les llunes i del planeta Plutó

Mides aproximades dels cossos del sistema de Plutó

Plutó té cinc satèl·lits naturals coneguts. En ordre de descobriments són Caront, Nix, Hidra, Cèrber ("P4") i Estix ("P5"). Caront és el satèl·lit més gros i presenta rotació síncrona amb Plutó. Té 1.207 quilòmetres de diàmetre i orbita a una distància mitjana del planeta de 17.536 quilòmetres. Fou descobert el 1978. Amb el temps, la gravetat ha frenat les rotacions de Caront i Plutó, per la qual cosa ara presenten sempre la mateixa cara l'un a l'altre. Aquest fenomen s'anomena rotació síncrona i passa també entre la Terra i la Lluna. Però, a diferència del que passa en el sistema Terra-Lluna, en el sistema plutonià aquest lligam gravitacional s'estén també fins a Plutó, de manera que, observant des d'un dels hemisferis de Plutó, Caront és sempre visible en el cel però, des de l'hemisferi contrari, Caront no és mai visible. La rotació d'esta parella és única en el sistema solar. La seva rotació és gairebé la d'un sòlid rígid, format per dues masses unides per una barra rígida i que giren al voltant d'un centre situat en la barra, més pròxim a Plutó, que té 8 vegades més massa que Caront i el doble del seu diàmetre. Se sol dir que constituïxen un planeta doble. La densitat de Caront és molt menor que la de Plutó. Esta diferència fa pensar que es van formar separadament, i després es van ajuntar.
El 31 d'octubre de 2005, el telescopi espacial Hubble va detectar dos cossos més orbitant al voltant de Plutó. Les llunes han rebut els noms definitius d'Hidra (Plutó III, designació provisional S/2005 P1) i Nix (Plutó II, designació provisional S/2005 P2) el 22 de juny de 2006. Nix orbita a 48.700 km del centre de masses del sistema Plutó-Caront i Hydra a 64.800 km. Les seves òrbites són gairebé circulars i es troben en el mateix pla orbital que Caront i gairebé en ressonàncies orbitals 4:1 i 6:1 amb Caront. Als anys 2011 i 2012 es descobriren dos nous satèl·lits, Cèrber i Estix, respectivament. Simulacions teòriques suggereixen que podria haver-hi fins a 10 satèl·lits i un o més sistemes d'anells.

## Formació

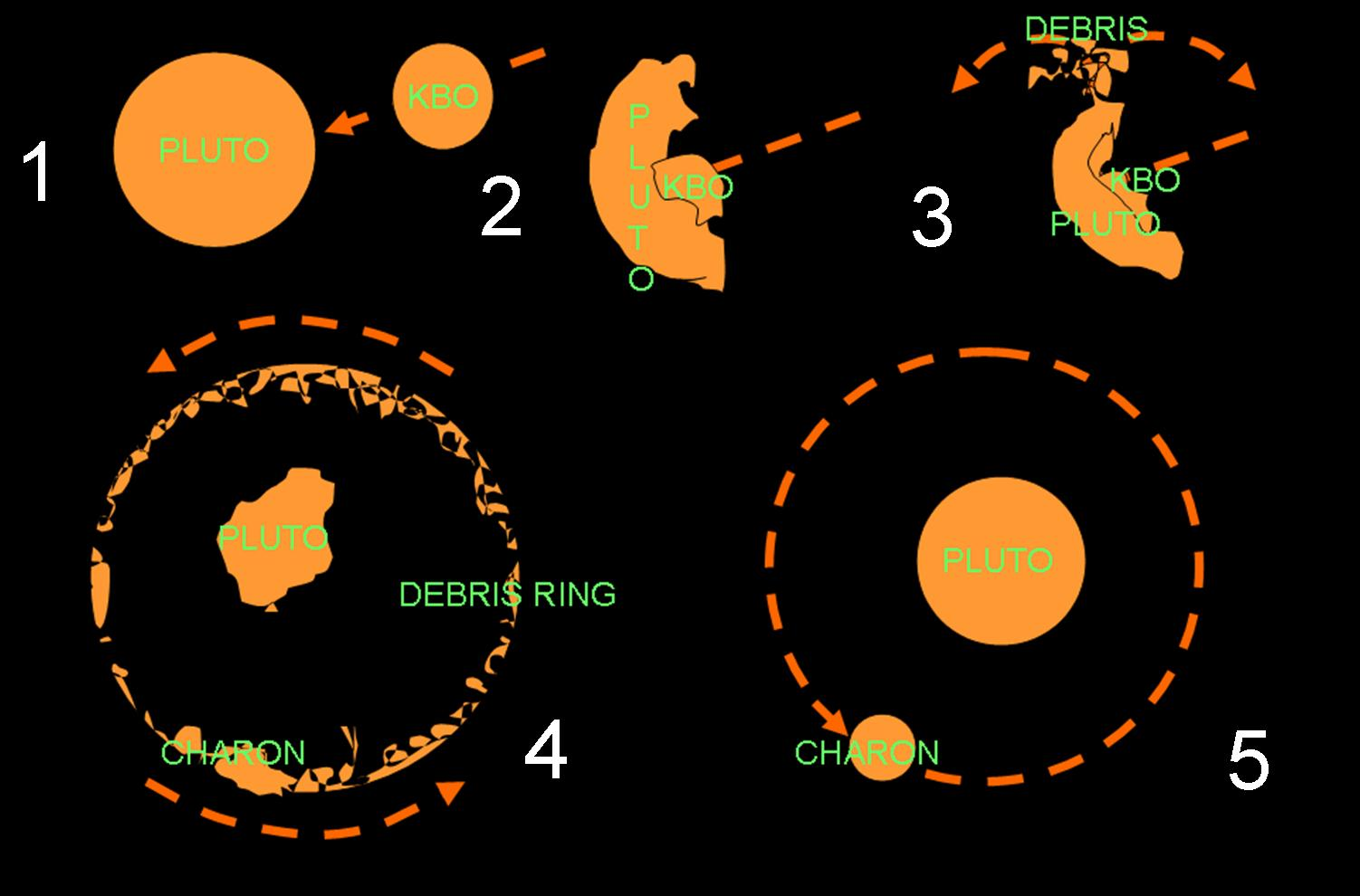
Formació dels satèl·lits de Plutó. 1: un objecte del cinturó de Kuiper prop de Plutó; 2: l'objecte impacta sobre Plutó; 3: es forma un anell de pols al voltant de Plutó; 4: els residus de l'impacte s'agreguen per formar Caront; 5: Plutó i Caront es transformen en cossos esfèrics

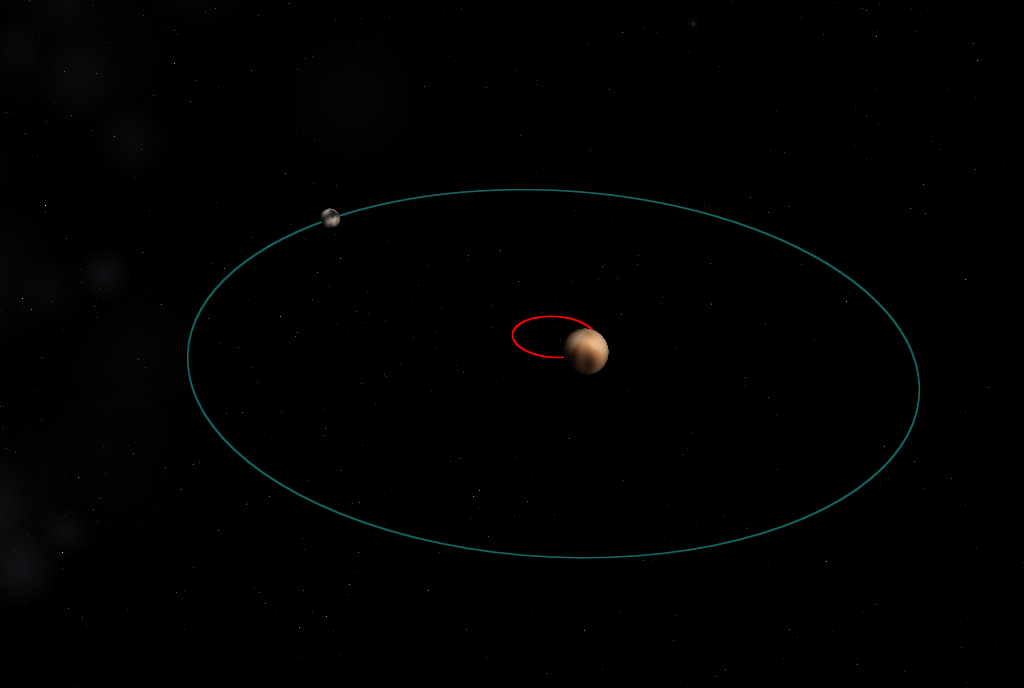
Plutó (vermell) orbita un punt fora amb relació a Caront (òrbita en verd)

Es creu que els satèl·lits de Plutó es varen crear després d'un gran impacte que provocà una família de col·lisió, similar a la col·lisió proposada a la hipòtesi del gran impacte
com la que se suposa que va crear la Lluna. En tots dos casos, només es pot explicar l'alt moment angular dels satèl·lits tenint el compte est supòsit. Les òrbites pràcticament circulars dels satèl·lits més petits suggereixen que també es formaren en la mateixa col·lisió, i no que foren objectes del cinturó de Kuiper capturats. Aquest fet sumat a la seva pròxima ressonància orbital amb Caront suggereix que es formaren fins i tot més a prop de Plutó del que es troben actualment i que posteriorment migraren cap enfora mentre Caront aconseguia l'actual òrbita. La situació quedaria resolta si resultés que Hidra i Nix presenten rotació síncrona com ho fa Caront, ja que les forces de marea són insuficients per a esmorteir les seves rotacions en les òrbites actuals. El color dels satèl·lits és com el de Caront, d'un gris lunar, cosa que seria congruent amb un origen comú. La diferència de color amb Plutó, un dels cossos més vermells del sistema solar, es deu als efectes de la llum solar sobre els gels de nitrogen i metà de la seva superfície, potser per una pèrdua d'aquests components volàtils durant l'impacte o la fusió subsegüent, deixant les superfícies dels satèl·lits amb predomini de gel d'aigua. Es pensa que aquest impacte hauria creat runes addicionals (més satèl·lits), però que podrien ser relativament petites i, per tant, no visibles pel Hubble. També és possible l'existència de satèl·lits irregulars no descoberts i que siguin objectes del cinturó de Kuiper capturats.
S/2012 P 1, Nix, S/2011 P 1 i Hidra formen una seqüència de quasi ressonància 1:3:4:5:6 amb el període orbital de Caront-Plutó: S/2012 P 1 és prop de 5,4% de la ressonància, Nix és dins del 2,7% de ressonància, S/2011 P 1 és aparentment dins el 0,6%, mentre que Hidra és dins el 0,3%, tot i que cap d'aquests sembla estar en exacta ressonància. Possiblement, aquestes òrbites s'originaren com a ressonàncies forçades quan Caront fou impulsat per la marea a l'actual òrbita geosíncrona, i llavors alliberats de la ressonància quan l'excentricitat de l'òrbita de Caront fou esmorteïda. Actualment, el conjunt Caront-Plutó continua produint fortes forces de marea, amb el camp gravitatori dels satèl·lits exteriors variant un 15% de pic a pic. En una estimació de la mida a la baixa, Nix no tindria precessió significativa, mentre que Hidra presentaria un període de precessió de 15 anys. Això no obstant, a les masses màximes projectades (assumint una albedo del 4%), els dos satèl·lits podrien estar a una ressonància orbital de 3:2, amb uns períodes de libració de 400 a 450 dies, tot i que això podria ser exclòs per la baixa excentricitat de Caront.
Recentment, s'ha calculat que la ressonància amb Caront podria impulsar Nix o Hidra a la seva actual òrbita, però no pas als dos: impulsar Hidra suposaria una excentricitat de Caront prop de zero, 0,024, mentre que impulsar Nix suposaria una major excentricitat, de com a mínim 0,05. Això suggereix que Nix i Hidra foren materials capturats, formats al voltant de Plutó-Caront, i migrats cap endins fins a ser atrapats en ressonància amb Caront. Els dos satèl·lits recentment descoberts P4 i P5 podrien corroborar esta idea.

## Característiques
El sistema de Plutó és altament compacte: els cinc satèl·lits coneguts orbiten dins del 3% de la regió on l'òrbita prògrada seria estable.

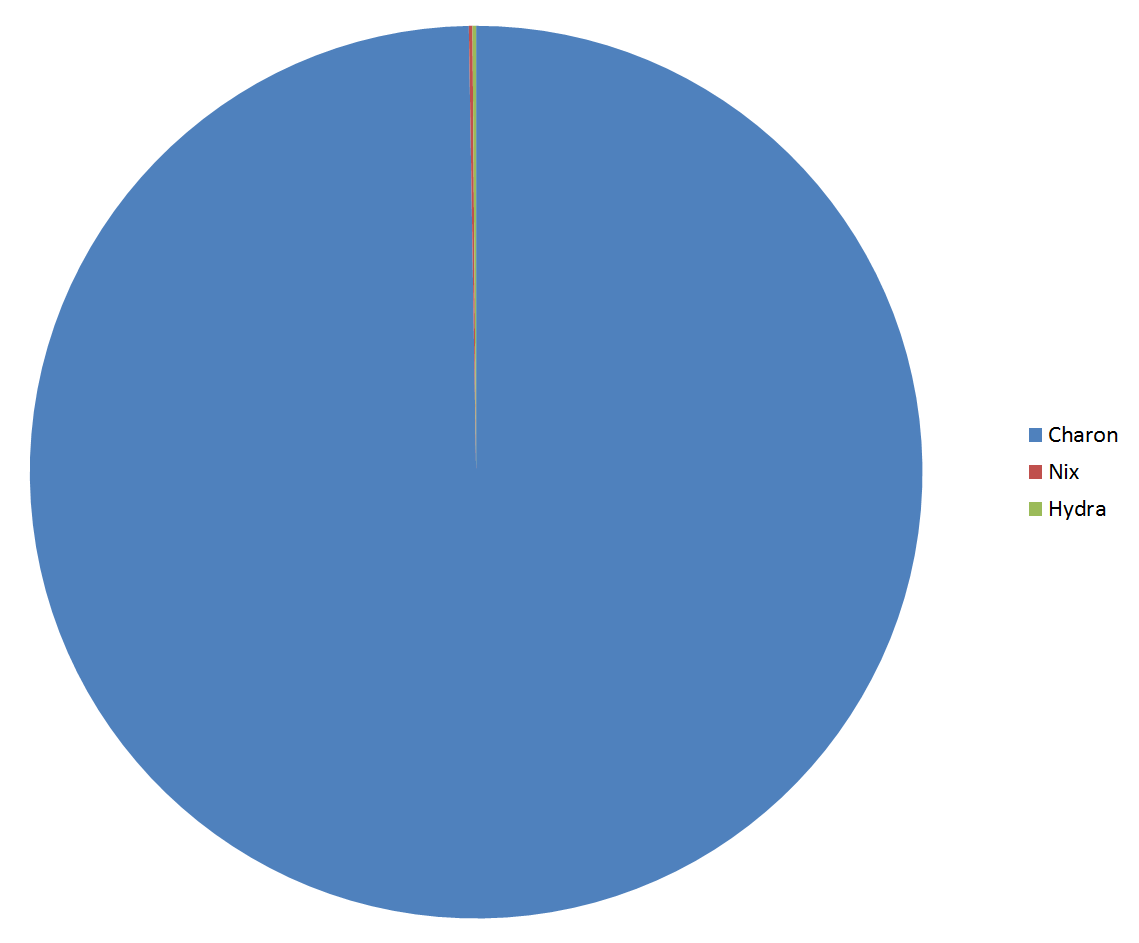
Masses relatives dels satèl·lits de Plutó. Caront domina el sistema; Nix i Hidra són pràcticament invisibles a aquesta escala

Caront és tan massiu, ja que té quasi la meitat del diàmetre de Plutó i una vuitena part de la seva massa, que el baricentre del sistema es troba fora de la superfície de Plutó. Caront i Plutó es troben en rotació síncrona, per tant sempre presenten la mateixa cara l'un a l'altre. La Unió Astronòmica Internacional considerà a l'agost de 2006 la proposició de reclassificar Plutó i Caront com a planeta doble, però la proposta fou desestimada.
S'ha confirmat que les òrbites dels satèl·lits són circulars i coplanars, amb inclinacions que difereixen menys de 0,4° i excentricitats menors a 0,005. Vistes des de la Terra, aquestes òrbites circulars semblen escorçades a el·lipsis depenent de la posició de Plutó.
Quan fou descobert, Hidra era d'alguna manera més brillant que Nix i, per tant, es pensà que era un 20% més gros. Observacions posteriors trobaren que eren pràcticament idèntics. És probable que la diferència en lluentor sigui deguda a la corba de llum d'Hidra, però es desconeix si això és degut a una forma irregular o a una variació en la lluentor superficial. Els diàmetres dels objectes es pot estimar per les seues albedos; les estimacions anteriors corresponen a un 35% d'albedo com Caront, però els satèl·lits poden ser fins a 130 km si tenen el 4% d'albedo dels OCK més foscos. Això no obstant, donat el seu color i la semblança química suposada a Caront, és probable que les seues albedos siguin similars també i que els diàmetres més propers a les estimacions més baixes.

## Taula
Els satèl·lits de Plutó estan ordenats per període orbital, del més curt amb més llarg. Els satèl·lits que tenen prou massa perquè les seves superfícies hagin col·lapsat fins a esdevenir esferoides estan resseguits en lila, Plutó s'ha afegit per comparació, ja que orbita fora d'ell mateix.
| Nom       | Nom    | Nom          | Imatge | Diàmetre (km)      | Massa (×1019 kg) | Semieix major (km) | Període orbital (dies) | Ressonància | Excentricitat | Inclinació (a l'equador de Plutó) | Magnitud (mitjana) | Data descobriment |
| --------- | ------ | ------------ | ------ | ------------------ | ---------------- | ------------------ | ---------------------- | ----------- | ------------- | --------------------------------- | ------------------ | ----------------- |
| Plutó     | Plutó  | /ˈpluːtoʊ/   | Plutó  | 2.376,6 ± 3,2      | 1305 ± 7         | 2.035              | 6,387230               | 1:1         | 0,0022        | 0,001°                            | 15.1               | 1930              |
| Plutó I   | Caront | /ˈkɛərən/    | Caront | 1.212 ± 1          | 158,7 ± 1,5      | 17.536 ± 3*        | 6,387230               | 1:1         | 0,0022        | 0,001°                            | 16.8               | 1978              |
| Plutó V   | Estix  | /ˈstɪks/     | Caront | 16 × 9 × 8         | 0,00075          | 42.000 ± 2.000     | 20,2 ± 0,1             | ≈ 1:3       | ≈ 0           | 0,81 ± 0,16°                      | 27                 | 2012              |
| Plutó II  | Nix    | /ˈnɪks/      | Caront | 49,8 × 33,2 × 31,1 | 0,005 ± 0,004    | 48.708             | 24.856 ± 0,001         | ≈ 1:4       | 0,0030        | 0,133 ± 0,008°                    | 23.7               | 2005              |
| Plutó IV  | Cèrber | /ˈkɜːrbərəs/ | Caront | 19 × 10 × 9        | 0,0016 ± 0,0009  | ≈ 59.000           | 32,1                   | ≈ 1:5       | ≈ 0           | 0,389 ± 0,037°                    | 26                 | 2011              |
| Plutó III | Hidra  | /ˈhaɪdrə/    | Caront | 50,9 × 36,1 × 30,9 | 0,005 ± 0,004    | 64.749             | 38.206 ± 0.001         | ≈ 1:6       | 0,0051        | 0.242 ± 0.005°                    | 23.3               | 2005              |